# Ruh (Waldbröl)
Ruh ist eine Ortschaft in der Stadt Waldbröl im Oberbergischen Kreis im südlichen Nordrhein-Westfalen (Deutschland) innerhalb des Regierungsbezirks Köln.

## Lage und Beschreibung
Der Ort liegt 2,3 Kilometer südwestlich des Stadtzentrums von Waldbröl

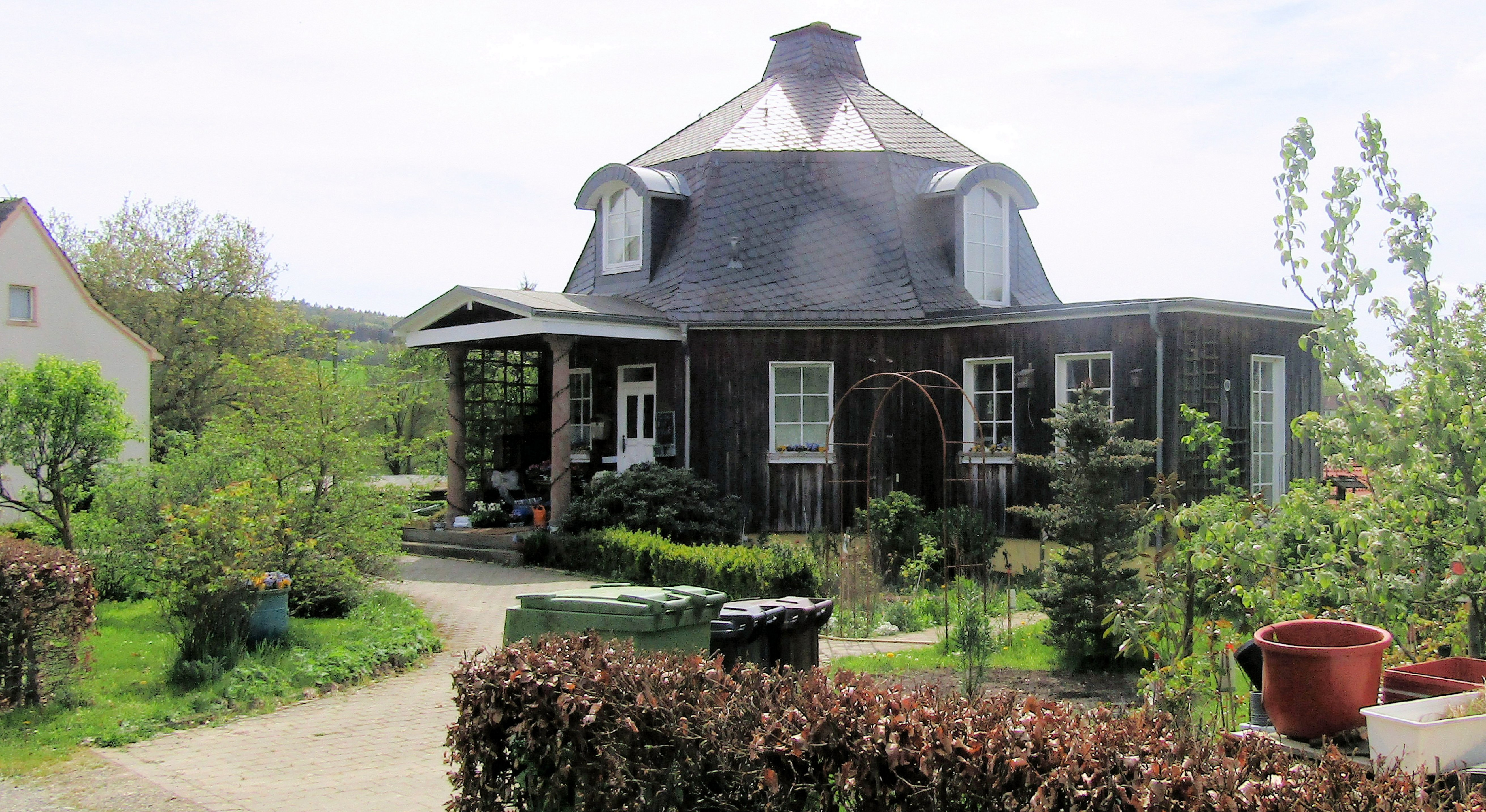
Denkmalgeschütztes Wohnhaus Ruher Weg 14

## Geschichte

### Erstnennung
1454  wurde der Ort das erste Mal urkundlich erwähnt und zwar „Zu den bei den bergischen Raubzügen gebrandschatzten Höfen gehörte zo der Roe“.
Die Schreibweise der Erstnennung lautete „zo der Roe“.

## Freizeit

### Wander- und Radwege
Der Wanderweg O führt durch Ruh, von Niederhof kommend.

## Bus- und Bahnverbindungen

### Linienbus
Haltestelle: Ruh Abzw.
- 530 Waldbröl, Hennef Bf, Altennümbrecht-Berkenroth

## Persönlichkeiten
- Helmut Simon (1922–2013), Richter des Bundesverfassungsgerichts